# Cherish
"Cherish" je treći singl američke pjevačice Madonne s četvrtoga studijskog albuma Like a Prayer izdan 1. kolovoza 1989. pod Sire Recordsom. Sljedeće godine je singl bio uključen na kompilaciju najvećih hitova, The Immaculate Collection. Singl je na B-strani uključivao do tada nikada ranije izdanu pjesmu "Supernatural". 2009. singl je uvršten na kompilaciju najvećih Madonninih hitova - Celebration.

## Uspjeh pjesme
U Sjedinjenim Državama je pjesma debitirala na 37. poziciji Billboard Hot 100. Nakon 8 tjedana je dospjeo na 2. poziciju koja mu je ostala i najviša. Od prve pozicije ga je blokirala pjesma Janet Jackson "Miss You Much".
Za razliku od ostalih Madonninih singlova, ova pjesma nije bila dance hit i nije uopće bila na dance ljestvicama, ali je bila broj 1 na Hot adult contemporary ljestvici (to je bio 3. Madonnin broj 1 na toj ljestvici nakon "Live to Tell" i "La Isla Bonita") i postavila Madonnu za najboljeg izvođača te ljestvice 1989. godine.
U UK-u je ovo postao Madonnin 21. Top 10 singl. Singl je dospjeo na 3. poziciju britanske ljestvice, a ukupno proveo 8 tjedana na ljestvici unutar prvih 75 singlova.
I u drugum zemljama je singl napravio značajnije plasmane na ljestvicama. Na 2. mjesto je dospio u Irskoj, Izraelu i Južnoj Africi, na 3. mjesto u Japanu, a 4. mjesto u Australiji. Singl je dobio i zlatnu certifikaciju u Australiji, te srebrnu u UK-u.

## Formati i popis pjesama
- Kaseta

1. "Cherish" (7" Version) — 4:03
2. "Supernatural" — 5:12

- U.S. 7" vinyl singl

1. "Cherish" (7" Version) — 4:03
2. "Supernatural" — 5:12

- UK 7" vinyl singl

1. "Cherish" — 5:03
2. "Supernatural" — 5:12

- 12" vinyl singl

1. "Cherish" (Extended Version) — 6:18
2. "Cherish" (7" Version) — 4:03
3. "Supernatural" — 5:12

## Službene verzije
- Album Version (5:03)
- 7" Version/Fade (4:03)
- Extended Version (6:18)
- The Immaculate Collection Version (3:52)
- Video Version (4:33)

## Na ljestvicama
| Ljestvica (1989)                      | Pozicija |
| ------------------------------------- | -------- |
| Australija                            | 4        |
| Austrija                              | 16       |
| Belgija                               | 7        |
| Europa                                | 3        |
| Francuska                             | 15       |
| Izrael                                | 2        |
| Irska                                 | 2        |
| Italija                               | 4        |
| Japan                                 | 2        |
| Kanada                                | 11       |
| Nizozemska                            | 15       |
| Norveška                              | 10       |
| Njemačka                              | 16       |
| Španjolska                            | 10       |
| Švicarska                             | 10       |
| Ujedinjeno Kraljevstvo                | 3        |
| U.S. Billboard Hot 100                | 2        |
| U.S. Billboard Hot Adult Contemporary | 1        |
| U.S. ARC Weekly Top 40                | 1        |